# 達維諾波利斯 (馬拉尼昂州)

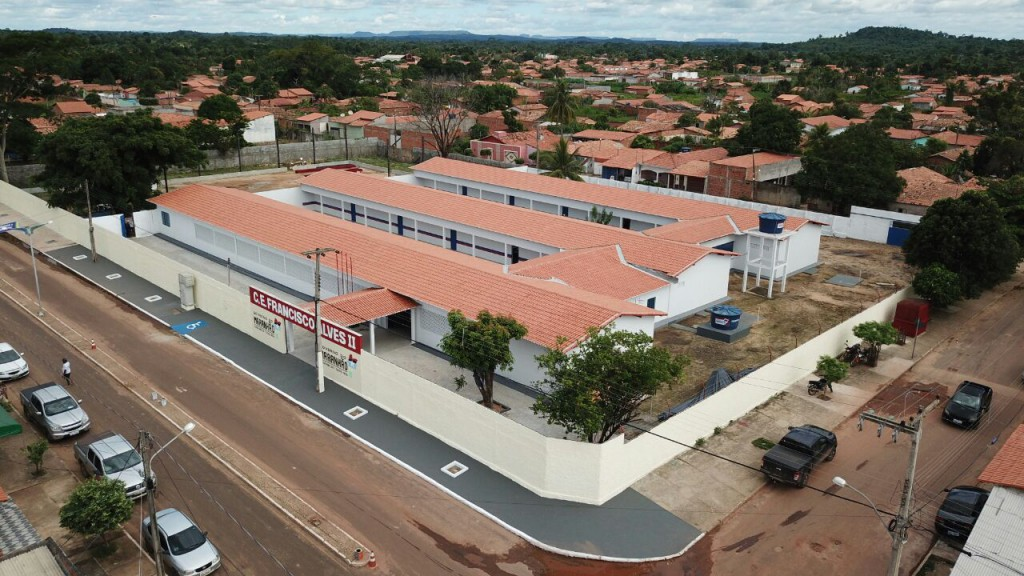
達維諾波利斯

達維諾波利斯（葡萄牙語：Davinópolis），是巴西的城鎮，位於該國東北部，由馬拉尼昂州負責管轄，始建於1994年11月10日，面積337平方公里，海拔高度180米，2010年人口12,551，人口密度每平方公里37.24人。